# Anthony Turpel
Pour les articles homonymes, voir Turpel.
Anthony Turpel, né le 26 janvier 2000, est un acteur américain. Il est notamment connu pour ses rôles de RJ Forrester dans Amour, gloire et beauté et de Felix dans la série télévisée Hulu Love, Victor.
A été nommé pour un Daytime Emmy en 2017 pour le meilleur jeune acteur dans une série dramatique.

## Filmographie

### Télévision
- 2015 : Comedy Bang! Bang! : Dylan Darcy
- 2015 : Henry Danger : Steve
- 2015 : Life in Pieces : Max
- 2015 : Future Shock : Ethan
- 2016 - 2018 : Amour, gloire et beauté : R.J. Forrester (93 épisodes)[1]
- 2019 : 9-1-1 : Freddie (2 épisodes)[1]
- 2019 : Le Secret de Nick : Will (4 épisodes)[1]
- 2020 - 2022 : Love, Victor : Felix (28 épisodes)[2]
- 2021 : This Is Us : un régisseur
- 2022 : Play Dead : T.J. Albright
- 2022 : Quantum Leap : Roy Bacall
- 2024: Monstres: L’Histoire de Lyle et Erik Menendez : Ami de Lyle